# Rosenda
Rosenda es una película mexicana de 1948 dirigida por Julio Bracho y protagonizada por Rita Macedo, Fernando Soler y Rodolfo Acosta. Está basada en un cuento de José Rubén Romero.

## Sinopsis
En un pueblo en 1918, el arriero Salustio (Rodolfo Acosta) pide a Ponciano (Fernando Soler), dueño de una tienda, que solicite la mano de la campesina Rosenda (Rita Macedo), quien vive en el campo con su padre (Roberto Meyer). Este no quiere a Salustio pero deja que Ponciano se lleve a Rosenda y él la deposita con una costurera, pues Salustio ha desaparecido. Ponciano enseña a leer y escribir a Rosenda y se hacen amantes.
Tiempo después Salustio vuelve convertido en bandolero al que llaman «General Tejón» y que dice luchar por la justicia social. Ponciano se casa con Rosenda y la deja con un cura mientras se enfrenta a Salustio. Éste apresa a Ponciano y al cura, pero Rosenda se refugia con unas solteronas y después se entera de que Salustio y Ponciano han muerto, pero éste está vivo y la busca. Un año más tarde la encuentra con su pequeño hijo en un cruce de trenes.

## Reparto
- Fernando Soler como Ponciano Robles
- Rita Macedo como Rosenda
- Nicolás Rodríguez como Señor Perea
- Rodolfo Acosta como Salustio Hernández
- Francisco Reiguera como Padre Rubio
- Ildefonso Sánchez Curiel como Bandido (como Don Chicho)
- Lupe del Castillo como Doña Pomposa (como Guadalupe del Castillo)
- Antonio R. Frausto como Chema, Bandido
- Armando Velasco como Presidente Municipal
- Roberto Meyer como Don Ruperto (como Roberto Mayer)
- Jorge Arriaga como Teniente Solórzano (no acreditado)
- Conchita Gentil Arcos como Señorita Rocha (no acreditada)
- María Gentil Arcos  como Señorita Rocha (no acreditada)
- Estela Matute como Fichera (no acreditada)
- Pepe Nava como Soldado (no acreditado)
- Hernán Vera como Cantinero (no acreditado)

## Crítica
De acuerdo al crítico de cine Emilio García Riera, la película pretende reflejar el «alma de México», pero no lo consigue. En cambio, sí califica a la película de pintoresca, «como una tertulia de adormilados caballeros pueblerinos».